# Madeleine Sylvain-Bouchereau
Madeleine Sylvain-Bouchereau, född 1905, död 1970, var en haitisk jurist och kvinnorättsaktivist.
Hon var bland de första kvinnor som accepterades som studenter vid Haitis statliga universitet, och blev 1933 Haitis första kvinnliga läkare. Hennes syster Suzanne Comhaire-Sylvain blev landets första kvinnliga antropolog, och hennes andra syster Yvonne Sylvain blev dess första kvinnliga läkare. 
Hon var en av grundarna till Ligue Féminine d'Action Sociale. 